# Scottish FA Cup 1997/98
Der Scottish FA Cup wurde 1997/98 zum 113. Mal ausgespielt. Der wichtigste schottische Fußball-Pokalwettbewerb der vom Schottischen Fußballverband geleitet wurde, begann im November 1997 und endete mit dem Finale am 16. Mai 1998 im Celtic Park von Glasgow. Titelverteidiger FC Kilmarnock, der sich im Vorjahresfinale gegen den FC Falkirk durchsetzen konnte, schied im diesjährigen Wettbewerb im Achtelfinale gegen Ayr United aus. Mit einem 2:1-Sieg über die Glasgow Rangers konnte Heart of Midlothian den insgesamt 6. Pokalerfolg der Vereinshistorie feiern. Die beiden Mannschaften standen sich nach 1903 und 1976 zum dritten Mal im Finale um den FA Cup gegenüber. Für die Hearts war es nach zuvor 4 Finalniederlagen infolge der erste Pokalsieg seit 1956 und der insgesamt sechste nach 1891, 1896, 1901, 1906 und 1956. Durch den Pokalsieg konnten die Hearts zugleich in der ewigen Rangliste der schottischen Pokalsieger den FC Aberdeen überholen und vom 4. Platz verdrängen.  Als Pokalsieger startete der Verein aus Edinburgh in der folgenden Europapokal der Pokalsieger-Saison 1998/99 und schied dort gegen den spanischen Verein RCD Mallorca aus.

## 1. Runde
Ausgetragen wurden die Begegnungen im November 1997.
|                              | Ergebnis |                      |
| ---------------------------- | -------- | -------------------- |
| FC Fraserburgh               | 1:0      | FC Clyde             |
| FC Cowdenbeath               | 0:0      | FC Montrose          |
| FC East Fife                 | 2:3      | FC Stranraer         |
| Inverness Caledonian Thistle | 3:1      | FC Whitehill Welfare |

### Wiederholungsspiel
|             | Ergebnis |                |
| ----------- | -------- | -------------- |
| FC Montrose | 2:1      | FC Cowdenbeath |

## 2. Runde
Ausgetragen wurden die Begegnungen zwischen dem 3. und 12. Januar 1998. Die Wiederholungsspiele am 12. Januar 1998.
|                              | Ergebnis |                    |
| ---------------------------- | -------- | ------------------ |
| FC Clydebank                 | 6:0      | FC Montrose        |
| FC East Stirlingshire        | 1:1      | Edinburgh City     |
| FC Stenhousemuir             | 4:0      | FC Deveronvale     |
| FC Stranraer                 | 2:1      | FC Fraserburgh     |
| FC Livingston                | 2:1      | Berwick Rangers    |
| FC Arbroath                  | 1:1      | Queen of the South |
| Annan Athletic               | 3:1      | FC Vale of Leithen |
| Forfar Athletic              | 1:2      | Albion Rovers      |
| Inverness Caledonian Thistle | 2:0      | FC Queen’s Park    |
| FC Lossiemouth               | 0:1      | FC Dumbarton       |
| FC Peterhead                 | 0:2      | Alloa Athletic     |
| Ross County                  | 3:1      | Brechin City       |

### Wiederholungsspiele
|                    | Ergebnis        |                       |
| ------------------ | --------------- | --------------------- |
| Edinburgh City     | ?:? (4:3 i. E.) | FC East Stirlingshire |
| Queen of the South | 4:0             | FC Arbroath           |

## 3. Runde
Ausgetragen wurden die Begegnungen zwischen dem 2. und 5. Februar 1998. Die Wiederholungsspiele fanden am 7. Februar 1998 statt.
|                              | Ergebnis |                 |
| ---------------------------- | -------- | --------------- |
| Hamilton Academical          | 1:2      | Glasgow Rangers |
| Heart of Midlothian          | 2:0      | FC Clydebank    |
| FC St. Johnstone             | 1:0      | Partick Thistle |
| Dundee United                | 1:0      | FC Aberdeen     |
| Hibernian Edinburgh          | 1:2      | Raith Rovers    |
| Celtic Glasgow               | 2:0      | Greenock Morton |
| FC Stranraer                 | 0:2      | FC Kilmarnock   |
| Dunfermline Athletic         | 7:2      | Edinburgh City  |
| Inverness Caledonian Thistle | 8:1      | Annan Athletic  |
| FC Livingston                | 3:3      | Albion Rovers   |
| Airdrieonians FC             | 2:2      | Ross County     |
| Queen of the South           | 1:3      | Stirling Albion |
| FC Stenhousemuir             | 1:3      | FC Falkirk      |
| FC Dumbarton                 | 1:1      | FC Motherwell   |
| Alloa Athletic               | 0:3      | Ayr United      |
| FC Dundee                    | 4:2      | FC St. Mirren   |

### Wiederholungsspiele
|               | Ergebnis        |                  |
| ------------- | --------------- | ---------------- |
| FC Motherwell | 1:0             | FC Dumbarton     |
| Albion Rovers | ?:? (6:5 i. E.) | FC Livingston    |
| Ross County   | 1:0             | Airdrieonians FC |

## Achtelfinale
Ausgetragen wurden die Begegnungen zwischen dem am 13. und 16. Februar 1998. Die Wiederholungsspiele fanden am 17. und 18. Februar 1998 statt.
|                      | Ergebnis |                              |
| -------------------- | -------- | ---------------------------- |
| FC St. Johnstone     | 3:1      | Stirling Albion              |
| Raith Rovers         | 1:3      | FC Falkirk                   |
| Ayr United           | 2:0      | FC Kilmarnock                |
| Heart of Midlothian  | 3:0      | Albion Rovers                |
| Ross County          | 1:1      | FC Dundee                    |
| FC Motherwell        | 2:2      | Glasgow Rangers              |
| Dundee United        | 1:1      | Inverness Caledonian Thistle |
| Dunfermline Athletic | 1:2      | Celtic Glasgow               |

### Wiederholungsspiele
|                              | Ergebnis  |               |
| ---------------------------- | --------- | ------------- |
| FC Dundee                    | 3:0       | Ross County   |
| Glasgow Rangers              | 3:0       | FC Motherwell |
| Inverness Caledonian Thistle | 2:3 n. V. | Dundee United |

## Viertelfinale
Ausgetragen wurden die Begegnungen zwischen dem am 7. und 9. März 1998. Das Wiederholungsspiel fand am 18. März 1998 statt.
|                     | Ergebnis |                  |
| ------------------- | -------- | ---------------- |
| FC Falkirk          | 3:0      | FC St. Johnstone |
| Heart of Midlothian | 4:1      | Ayr United       |
| Dundee United       | 2:3      | Celtic Glasgow   |
| Glasgow Rangers     | 0:0      | FC Dundee        |

### Wiederholungsspiel
|           | Ergebnis |                 |
| --------- | -------- | --------------- |
| FC Dundee | 1:2      | Glasgow Rangers |

## Halbfinale
Ausgetragen wurden die Begegnungen am 4. und 5. April 1998. Die beiden Halbfinalspiele wurden im Ibrox und Celtic Park ausgespielt.
|                 | Ergebnis |                     |
| --------------- | -------- | ------------------- |
| FC Falkirk      | 1:3      | Heart of Midlothian |
| Glasgow Rangers | 2:1      | Celtic Glasgow      |

## Finale
| Heart of Midlothian                                                        | Heart of Midlothian | Glasgow Rangers | Glasgow Rangers |
| -------------------------------------------------------------------------- | --- | --- | --------------- |
| Heart of Midlothian                                                        | \| Finale \| \| Samstag, 16. Mai 1998 um 15:00 Uhr (Ortszeit WEZ) in Glasgow (Celtic Park) \| \| Ergebnis: 2:1 (1:0) \| \| Zuschauer: 48.946 \| \| Schiedsrichter: Willie Young \| \| Spielbericht \|               | \| Finale \| \| Samstag, 16. Mai 1998 um 15:00 Uhr (Ortszeit WEZ) in Glasgow (Celtic Park) \| \| Ergebnis: 2:1 (1:0) \| \| Zuschauer: 48.946 \| \| Schiedsrichter: Willie Young \| \| Spielbericht \|                                      | Glasgow Rangers |
| Heart of Midlothian                                                        | Gilles Rousset – Dave McPherson, David Weir, Paul Ritchie, Gary Naysmith – Thomas Flögel, Stefano Salvatori, Steve Fulton, Colin Cameron, Neil McCann – Stéphane Adam (78. Jim Hamilton) Cheftrainer: Jim Jefferies | Andy Goram – Sergio Porrini, Ståle Stensaas (46. Ally McCoist), Richard Gough, Lorenzo Amoruso – Joachim Björklund, Stuart McCall (68. Ian Durrant), Gennaro Gattuso, Ian Ferguson – Gordon Durie, Brian Laudrup Cheftrainer: Walter Smith | Glasgow Rangers |
| Heart of Midlothian                                                        | 1:0 Colin Cameron (1., Elfm.) 2:0 Stéphane Adam (52.) | 2:1 Ally McCoist (81.) | Glasgow Rangers |
| Finale                                                                     | | |                 |
| Samstag, 16. Mai 1998 um 15:00 Uhr (Ortszeit WEZ) in Glasgow (Celtic Park) | | |                 |
| Ergebnis: 2:1 (1:0)                                                        | | |                 |
| Zuschauer: 48.946                                                          | | |                 |
| Schiedsrichter: Willie Young                                               | | |                 |
| Spielbericht                                                               | | |                 |